# Irma Pöckler
Irma Pöckler (* 1919 in Jena; † 7. November 2007 in Ahnatal-Heckershausen) war eine deutsche vielfach ehrenamtliche Tätige hauptsächlich in Seniorenbeiräten in Hessen. Für ihr Wirken erhielt sie vielfältige Ehrungen.

## Leben
Irma Pöckler hatte den Beruf der Einzelhandelskauffrau und kam 1947 nach Kassel. Während ihres Berufslebens engagierte sich in der Gewerkschaft Textil-Bekleidung und war Betriebsrätin.
1981 wurde sie in den Seniorenbeirat von Kassel gewählt, wobei sie schon vorher bei der Erarbeitung der ersten Satzung, gemeinsam mit Bertram Hilgen, tätig war. Von 1985 bis 1997 war sie dessen Vorsitzende. Ebenfalls 1985 gehörte sie zu den Gründungsmitgliedern der „Arbeitsgemeinschaft der Hessischen Seniorenbeiräte“, aus der später die hessische Landesseniorenvertretung hervorging. In dieser war sie bis 1997 stellvertretende Vorsitzende.
Auch auf kommunaler Ebene war sie als Vorsitzende der Arbeiterwohlfahrt-Ortsvereins Rothenditmold tätig. Sie besuchte Alten- und Pflegeheime und engagierte sich im Besonderen für sozial schwache Senioren. Besondere Anliegen waren ihr die Verbesserung der Wohnsituation im Alter, die Erweiterung der Ambulanten Dienste, die Verbesserung des öffentlichen Personalverkehrs und die Ausweitung des Angebots an kulturellen Veranstaltungen für ältere Menschen.
Die Kasseler Grünen schrieben in einem Nachruf für Pöckler habe „als Frau der ersten Stunde den Seniorenbeirat der Stadt Kassel und damit auch eine Politik für Kassel, die auch ältere und benachteiligte Menschen im Blick hat, entscheidend geprägt. Dieses Engagement spürt man heute an vielen Stellen in Kassel“.

## Ehrungen
- 1990: Stadtmedaille der Stadt Kassel[1]
- 1993: Bundesverdienstkreuz[1]
- 1997: Ehrenvorsitzende des Seniorenbeirats Kassel[1]
- 1999: Hessischer Verdienstorden[2]